# Рори Галахър
Уилям Рори Галахър (на английски: William Rory Gallagher) е ирландски блус рок китарист, певец и автор на песни.
Той е роден на 2 март 1948 година в Балишанън, графство Донигал, но израства в Корк.
Музикалната си кариера започва в средата на 60-те години. Основава блус рок групата „Тейст“ през 1966 година. През 70-те години започва да работи самостоятелно и получава международна известност.
Рори Галахър умира на 14 юни 1995 година в Лондон.